# Programa chinês de porta-aviões
Desde a década de 1970, a Marinha do Exército Popular de Libertação (MEPL)  tem ambições de desenvolver e operar porta-aviões, e desde 1985 comprou quatro porta-aviões fora de uso para estudo; sendo estes, o porta-aviões Australiano de fabricação inglesa HMAS Melbourne e três porta-aviões utilizados pela União Soviética: Minsk, Kiev e Varyag. O Varyag mais tarde passou por uma extensa reforma para ser convertido no Liaoning, o primeiro porta-aviões operacional da China, que também serviu como base para futuros projetos.
Atualmente, em 2022, a MEPL tem dois porta-aviões prontos para o combate, o Liaoning e o Shandong, com um terceiro, chamado Fujian, sendo construído.

## História

### Ambições iniciais
Desde a década de 1970, a MEPL manifestou interesse em operar um porta-aviões como parte de suas aspirações de Marinha de Alto Mar.
Para preparar os comandantes necessários para os futuros porta-aviões, a Central de Comissões Militares aprovou o programa de pilotos de caça para futuros capitães em Maio de 1987, e a Academia Naval de Guangzhou foi selecionada como palco do treinamento.

### Aquisição doHMASMelbourne
A China adquiriu o porta-aviões desativado HMAS Melbourne da Marinha Real Australiana em Fevereiro de 1985, que havia sido vendido como ferro-velho, mas acabou sendo estudado por engenheiros e arquitetos navais do governo Chinês. Apesar da remoção de equipamentos eletrônicos e armamentos, ainda havia vários equipamentos presentes no HMAS Melbourne, que foi o maior porta-aviões que os especialistas chineses haviam visto até o momento. Informes circularam dizendo que uma réplica do convés de voo ou o próprio convés teria sido utilizado em treinamentos clandestinos.  Anos depois, a Marinha Australiana teria recusado uma solicitação da MEPL que almejava conseguir os diagramas da catapulta a vapor do HMAS Melbourne.

### Outras tentativas de aquisição
A China também negociou com a Espanha para conseguir diagramas para construção de navios da Empresa Nacional Bazán, o que não resultou em compras, apesar da transferência de milhões de dólares em honorários, o que indica a provável transferência de designs.
Em 1995 e 200, respectivamente, a China adquiriu o Minsk e o Kiev, antigos porta-aviões soviéticos. Ambos deveriam ter sido sucateados conforme acordo, o que não aconteceu. Ambos foram convertidos em atrações turísticas: um parque temático e um hotel de luxo.
Em 1997, a China tentou comprar o porta-aviões francês aposentado Clemenceau, mas as negociações não foram exitosas.

### Liaoning(Tipo 001)

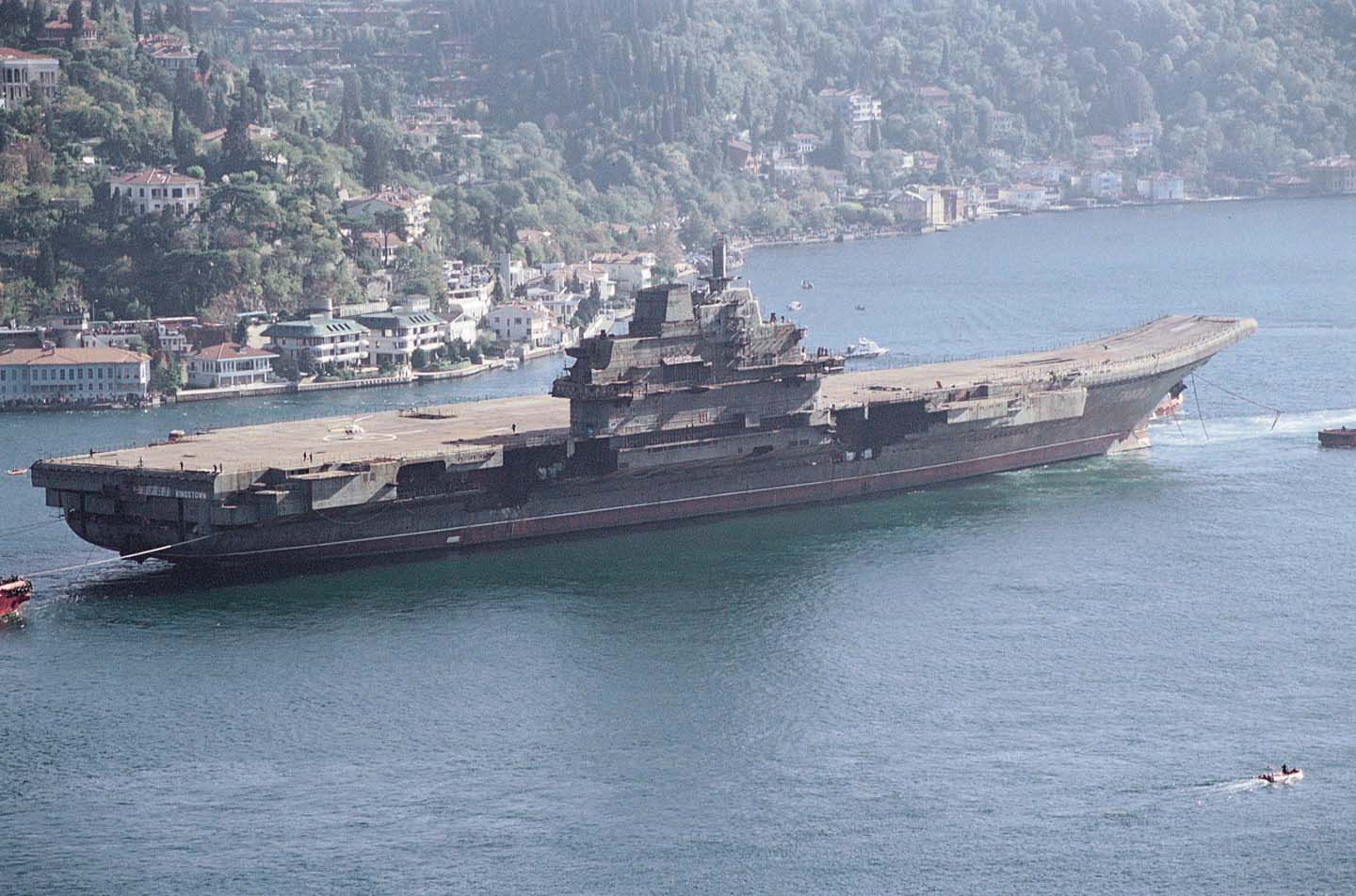
Liaoning antes da reforma

O porta-aviões soviético Varyag, de 67,5 toneladas, foi comprado pela por um empreendimento turístico de Macau em 1998. Em 2007 notícias anunciaram que o Varyag seria ajustado para serviço militar, e em 2011 o Exército de Libertação Popular anunciou a compleição de sua reforma. Mais tarde o porta-aviões passou por testes e em 2012 foi renomeado como Liaoning, e quatro anos depois estava pronto para combate.

## Status atual
Em 2007, fontes domésticas chinesas indicavam que o país havia comprado um total de quatro sistemas de pouso de porta-aviões da Rússia, o que veio a ser confirmado mais tarde. embora especialistas discordem do uso desses sistemas: alguns defendem que é uma clara evidência de construção de porta-aviões, outros dizem que servia para treinamento de pilotos para navios futuros.
De acordo com a Nippon News Network (NNN), a pesquisa e desenvolvimento dos porta-aviões está sendo feita em uma base militar em Wuhan, e que os porta-aviões serão construídos em Shanghai.
De acordo com uma reportagem o exército chinês teria construído um convés de voo em concreto que seria usado para treinar pilotos e pessoal. O convés teria sido construído no topo de um prédio do governo próximo a Wuhan. Em Junho de 2011, o Chefe do Estado-Maior Geral do Exército de Libertação Popular confirmou que a China estaria construindo seu próprio porta-aviões.
Em 30 de julho de 2011, um pesquisador da Academia de Ciências Militares disse que a China precisaria de pelo menos três porta-aviões, para igualar-se aos vizinhos Índia e Japão, que possuíam três. Em julho de 2011, o Chefe de Inteligência de Taiwan anunciou que outros dois porta-aviões estavam sendo construídos em Xangai. Em 24 de abril de 2013, foi divulgado que a China construiria ainda mais porta-aviões e estes seriam maiores e teriam capacidade de carregar mais caças do que o Liaoning.

### Shandong(Tipo 002)

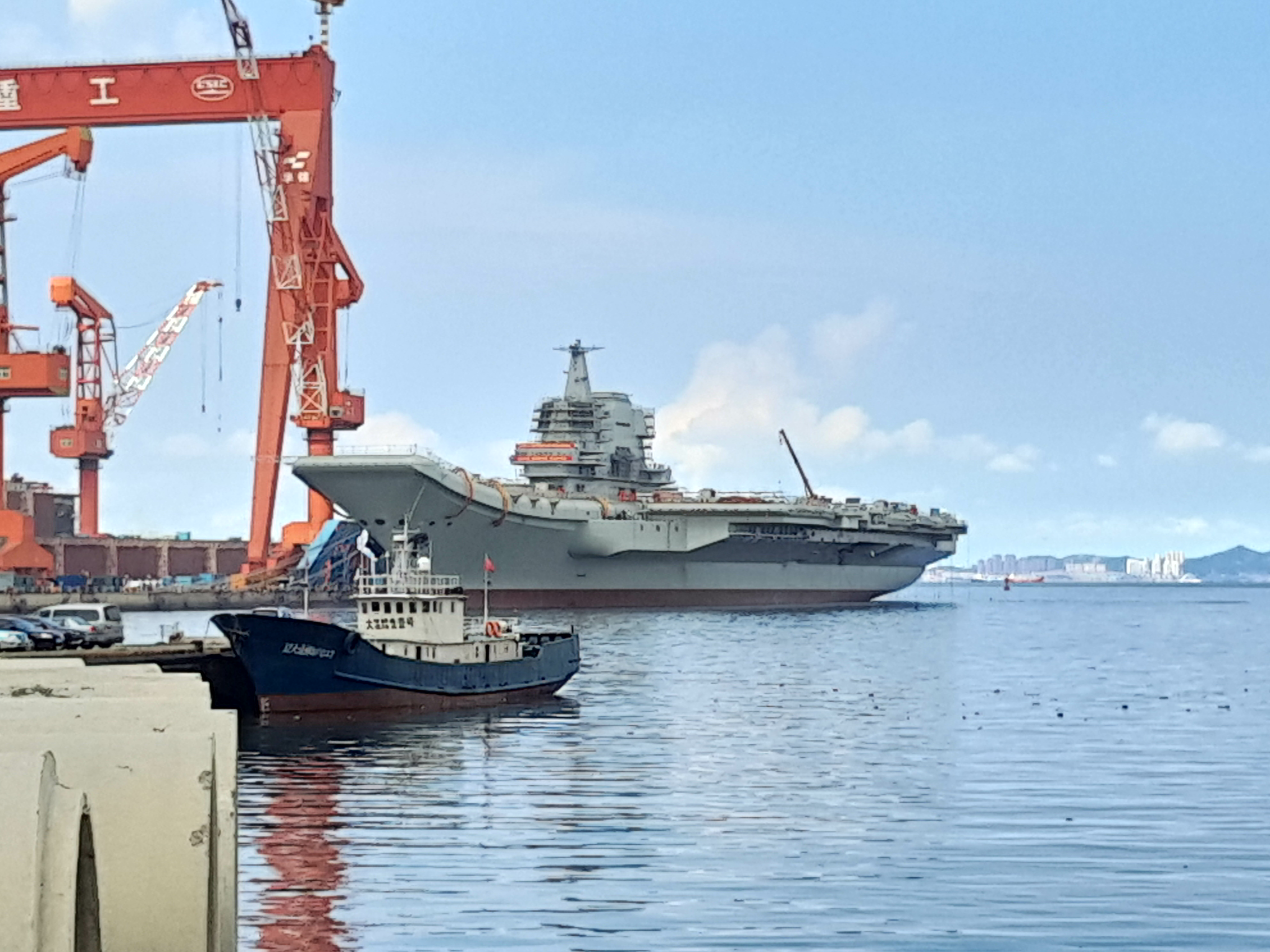
O porta-aviões Tipo 002 em 2017

O Tipo 002, ou Shandong, é o primeiro porta-aviões produzido na China. A construção começou em novembro de 2013 e terminou em abril de 2017, passando por nove testes marítimos ao longo de 18 meses e sendo oficialmente colocado em serviço em 19 de dezembro de 2019.

### Fujian(Tipo 003)
O terceiro porta-aviões da China é conhecido como Fujian, e tem um design totalmente diferente de seus antecessores. É o maior da frota, pouco menor do que os navios de Classe Ford da marinha dos EUA. Sua construção começou em 2017 e foi concluída em novembro de 2021, sendo oficialmente completo e lançado em junho de 2022.

### Tipo 004
O Tipo 004 está em construção desde dezembro de 2017 e será menor que o Tipo 003. Os planos indicam que ele contará com propulsão nuclear, que poderá ser utilizado em armas como lasers e canhões elétricos.

### Desenvolvimento de aeronaves baseadas em porta-aviões
A China inicialmente pretendia adquirir a aeronave russa Sukhoi Su-33 para ser operada a partir de seus porta-aviões, porém desenvolveu mais tarde a Shenyang J-15 baseado da Su-33.
O Shenyang FC-31 é um caça de combate furtivo de tamanho médio que está em desenvolvimento e pode ser futuramente adotado para uso em porta-aviões. Em julho de 2018, um jornal chinês publicou informações sobre uma variante melhorada do FC-31 que estaria sendo desenvolvido como um caça operacional alternativo.

## Lista de operadoras
| Número do casco | Nome     | Classe     | Construtor                                                       | Lançado               | Encomendado      | Porto de origem     | Status             |
| --------------- | -------- | ---------- | ---------------------------------------------------------------- | --------------------- | ---------------- | ------------------- | ------------------ |
| 16              | Liaoning | Digite 001 | Estaleiro Mykolaiv (Casco) <br> Estaleiro Dalian (Reequipamento) | 4 de dezembro de 1988 | Setembro de 2012 | Base Naval Yuchi    | Ativo              |
| 17              | Shandong | Digite 002 | Estaleiro Dalian                                                 | 26 de abril de 2017   | Dezembro de 2019 | Base Naval de Yulin | Ativo              |
| 18              | Fujian   | Digite 003 | Estaleiro Jiangnan                                               | 17 de junho de 2022   |                  |                     | Adaptação          |
|                 |          | Digite 004 | Estaleiro Jiangnan                                               |                       |                  |                     | Em desenvolvimento |

- Soviet aircraft carrier Ulyanovsk
- List of aircraft carriers in service
- DF-21D – Chinese anti-ship ballistic missile